# Супергигантске звезде
Супергиганти су једни од најмасивнијих и најсветлијих звезда. Супергигантске звезде окупирају гордњи регион Херцшпрунг—Раселовог дијаграма са апсолутним звезданим величинама између -3 и -8. Температура им се креће од 3,450 К до преко 20,000 К.

## Дефиниција
Назив супергигант, примењен на звезди, нема јединствену дефиницију. Израз гигантска звезда је први искористио Ејнар Херцшпрунг кад је постало очигледно да већина звезда припада у два посебна региона Херцшпрунг—Раселовог дијаграма. Један регион је имао веће и светлије звезде спектралне класе А до М и добио је име гигант. Како су им недостајале било које мерљиве паралаксе, постало је очигледно да су неке од ових звезда значајно веће и светлије од већине, и израз супер-гигант се брзо усвојио као супергигант.

### Класа спектралне луминозности
Супергиганти могу бити индетификовани на основу њиховог спектра, са препознатљивим линијама осетљиве на високу луминозност и ниску површинску гравитацију. 1897. године, Антонија Мори је поделила звезде на основу ширине њихових спектралних линија, са класом  "ц" која означава звезде са најужом линијом. Иако се тада није знало, то су биле најлуминозније звезде. 1943. године Морган и Кинан су формализовали дефинисање класа спектралне луминозности, са класом "И" која означава суперигантске звезде. Исти систем од МК класа луминозности се користи данас, са усавршавањима заснованим на повећаној резолуцији савремених спектра. Супергиганти се појављују у свакој спектралној класи, од младе плаве класе О до високо еволуиране црвене класе М. Звог тога што су веће у поређењу са џиновским звездама и звездама главног реда истог спектралног типа, имају мању површинску гравитацију, а промене се могу приметити у профилима њихових линија. Супергиганти су такође еволуиране звезде са високим нивоима тешких елемената за разлику од звезда главног низа. То је основа МК система луминозности који звездама додељује лиминозне класе, само посматрањем њиховог спектра.
Поред промена линије услед ниске површинске гравитације и производа фузије, најлуминозније звезде имају високе стопе губитка масе и облаке протераних циркуларних материјала који могу произвести линије емисије или забрањене линије. МК систем даје звездама класе луминозности: лб за супергиганте; ла за луминозне супергиганте; и 0 (нула) или ла+ за хипергиганте.   

### Еволуцијски супергиганти
Супергиганти се такође могу дефинисати као специфична фаза у еволуционој историји одређених звезда. Звезда са почетним масама изнад 8-10 М☉ брзо започну фузију језгра хелијума након што су потрошили водоник, и настављају фузију тежих елемената док не развију гвоздено језгро, у том тренутку се језгро урушава и настаје супернова типа 2. Након што ове масивне звезде напусте главни низ, атмосфера има се надувава, и постају супергиганти. Звезде испод 10 М☉ никад неће формирати гвоздено језгро и у еволуцијском смислу никад неће постати супергиганти, ипак могу да достугну луминозност хиљаду пута већу од сунца. Оне не могу да раде фузију угљеника и тежих елемената након што је хелијум потрошен, тако да на крају изгубе спољашње слојеве, остављајући језгро белог патуљка. Фаза када овим звездама гори омотач водоника и хелијума назива се асимптотска гигантска грана (АГГ), јер звезде постепено постају све луминозније класе М.

### Категоризација еволуираних звезда
Постоји неколико категорија еволуираних звезда које нису супергиганти у еволуцијском смислу али могу показати специјалне карактеристике или имају луминозност као супергиганти.
АГГ и пост-АГГ звезде су високо еволуирани црвени џинови ниске масе са луминозности која може да се пореди са црвеним супергигантима веће масе, али због њихове ниске масе, док су у различитим фазама развоја (сагоревање хелијумског омотача), и док се њихови животи завршавају на различите начине (планетарна маглина и бели патуљак, а не супернова), астрифизичари више воле да их држе одвојено. Линија раздвајања постаје мутна на око 7-10 M☉ (или чак на око 12 М☉, код неких модела) где звезде почињу да се подвргавају фузији елемената тежих од хелијума. Специјалисти који проучавају ове звезде често их називају супер АГГ звездама, пошто имају много својства заједничких са АГГ, попут термалног пулсирања. Други их описују као супергиганте ниске масе јер почињу да сагоревају елементе теже од хелијума и могу да експлодирају као супернова. Многе пост-АГГ звезде добијају спектралне типове са супергигантском луминозном класом. На припер РВ Таури има ла (светао супергигант) класу луминозности иако има мању масу од сунца. Неке АГГ звезде такође добијају супергигантску луминозну класу.
Класични Цефиди типично имају супергигантску луминозну класу, иако ће само најлуминозније и најмасовније развити гвоздено језгро. Већина њих су звезде средње масе које раде фузију хелијума у њиховим језгрима и на крају ће прећи на АГГ. Делта Цефеј је пример са луминозношћу од 2,000 L☉ и масом од 4.5 M☉.
Волф-Рајеове звезде су такође луминозне еволуиране звезде високе масе, врелије и мање од већине супергиганта, визуелно мање светлије али чешће луминозније због њигове високе температуре. Хелијум и други тежи елементи доминирају њихов спектар, обично са мало или без водоника, што је траг за њихову природу као звезде више еволуиране од супергиганта. Као што се АГГ звезде појављују у скоро сваком региону ХР диаграма као супергиганти, Волф-Рајеове звезде могу да се појаве у истом региону ХР диаграма као најврелији плави супергиганти и звезде главног низа.
Најмасовније и најлуминозније звезде главног низа се скоро неразликују од супергиганта у које брзо еволуирају. Имају скоро индентичне температуре и веома сличну луминозност, и само најдетаљнија анализа може да открије специјалне карактеристике које показују да су еволуирале даље од раног О типа звезде главног низа у рани О тип супергиганта.
Луминозне плаве променљиве (ЛПП) звезде појављују се у истом региону ХР диаграма као плави супергиганти али су обично одвојено класификовани. То су еволуиране, проширене, масивне и луминозне звезде, често хипергиганти, али иимају веома специфичну спректралну променљивост, што пркоси додавање стандардног спектралног типа. ЛПП посматране само у одређено време или током одређеног временског периода када су стабилне, могу се означити као врући супергиганти или као кандидати ЛПП због њихове луминозности.
Хипергиганти се често третирају као дугачија категорија звезде од супергиганта, иако су само лумонознија категорија супергиганта. То су еволуиране, проширене, масивне и луминозне звезде као супергиганти, али у најмасовнијем и најлуминознијем екстрему, са посебним додатним својствима и са великим губитком масе због екстремне луминозности и нестабилности. Генерално само развијенији супергиганти показују хипергигантска својства, јер се њихова нестабилност повећава након великог губитка масе и одређеног повећања луминозности.
Неке B[e] звезде су супергиганти иако друге B[e] звезде нису. Неки истраживачи разликују B[e] објекте као одвојене од супергиганта, док неки више воле да дефинишу масивне B[e] звезде као подгрупа супергиганта.

## Својства
Супергиганти имају масу од 8 до 12 пута већу од сунца (M☉), и луминозност од 1,000 до преко милион пута већу од сунца (L☉). Супергиганти варирају у пречнику, обично од 30 до 500, некад чак и преко 1,000 сунчевих радијуса (R☉). Оне су довољно масивне да започну сагоревање хелијумског језгра пре него што језгро постане дегенерирано, Оне успешно настављају да сагоревају тешке елементе, обично све до гвожђа. Такође због њихове масе суђено им је да експлодирају као супернове.
Стефан—Болцманов закон диктира да релативно хладна површина црвеног супергиганта зраче много мање енергије по јединици површине него плави супергиганти; стога за дату луминозност, црвени супергиганти су већи од плавих. Радијациони притисак ограничава највеће хладне супергиганте на око 1,500-2,600 R☉ и најмасовније вруће супергиганте на око милион L☉. Звезде близу или преко ових граница постају нестабилне, пулсирају и брзо губе масу.

### Површинска гравитација
Класа супергигантске луминозности се додељује на основу спектралних карактеристика које мере површинску гравитацију, иако на такве звезде утичу друга својства као што је микротурбеленција. Супергиганти типично имају површинску гравитацију од око log(g) 2.0 цгс и ниже, иако светли џинови (луминозност класе 2) статистички имају веома сличну површинску гравитацију као и нормални лб супергиганти. Хладни луминозни супергиганти имају мању површинску гравитацију, а (нестабилне) звезде са највећом луминозношћу имају log(g) од око нула. Врелији супергиганти, чак и најлуминознији, имају површинску гравитацију од око један, због њихове високе масе и пречника.

### Температура
Постоје супергиганти свакаквих спректралних класа и свакаквих температура од мид-М класе звезда од око 3,000-3,450 К до најврелијих О класа звезда преко 40,000 К. Супергиганти обично нису хладнији од мид-М класе. Ово се очекује и теоретски јер би били катастрофално нестабилне; ипак, постоје потенцијални изузеци код екстремних звезда као што је ВХ Сагитари.
Иако супергиганти постоје у свакој класи од О до М, већина су спектралног типа Б, више од свих других спектралних класа заједно. Много мања група се састоји од Г-типа супергиганта веома ниских луминозности, звезде средњих маса које сагоревају хелијум у њиховим језгрима пре него што достигну асимптотску гигантску грану. Посебна група је сачињена од високо-луминозних супергиганта од ране Б (Б0-2) и веома касне О (О9.5), чешће чак и од звезда главног низа тих спектралних типова.
Релативни број плавих, жутих и црвених супергиганта показатељ је брзине еволуције звезда и користи се као моћан тест модела еволуције масивних звезда.

### Луминозност
Супергиганти се налазе на хоризонталном појасу и окупирају цео горњи део ХР диаграма, али постоје неке варијације са различитим спектралним типовима. Ове варијације делом настају звог различитих метода за доделу класа луминозности на различитим спектралним типовима, и делом због физичких разлика звезда.
Болометријска луминозност звезде одражава њено укупно електромагнетно зрачење на свим таласним дужинама. За веома вруће и веома хладне звезде, болометријска луминозност је много већа од визуелне луминозности, некада неколико или чак пет пута већа. Болометријска исправка је одприлике једна величина за средње В, касне К и ране М звезде.
Сву супергиганти су већи и луминознији од звезда главног низа исте температуре. То значи да врући супергиганти леже на релативно уском појасу изнад светлих звезда главног низа. Б0 звезда главног низа има апсолутну звездану величину од око -5, што значи да су сви Б0 супергиганти значајно светлији од апсолутне звездане величине -5. Биометријске луминозности за најблеђе плаве супергиганте је на десетине хиљада пута већа од сунца (L☉). Најсветлији могу да имају изнад милион L☉ и често су нестабилни.
Најврелији супергиганти са раним О спектралним типовима јављају се у изузетно уском распону луминозности, изнад О звезда главног низа са високом луминозношћу. Нису посебно класификовани у нормалне и луминозне супергиганте, али обично имају друге спектралне модификаторе као што су "ф" за емисију азот и хелијума.
Жути супергиганти могу бити значајно слабији од апсолутне звездане величине -5, као што неки имају на пример -2. Са болометријском исправком од око нуле, могу бити само неколико стотина пута луминознији од сунца. То нису масивне звезде, ипак; уместо тога, то су звезде средње масе које имају посебно ниске површинске гравитације, често због нестабилности. Ове звезде средње масе се класификују као супергиганти током реалтивно дуготрајне фазе њихове еволуције, и представљају велики број жутих супергиганта ниске луминозности. Најлуминозније жуте звезде, жути хипергиганти, су визуелно међу најсветлијим звездама. са апсолутном звезданом величином око -9, ипак и даље мање од милион L☉.
Постоји строга горња граница луминозности црвених супергиганта од око пола милиона L☉. Звезде које би биле светлије од те границе би тако брзо избациле своје спољашње слојеве да би остали врући супергиганти након што напусте главни низ. Већина црвених супергиганта су 10-15 M☉ звезде главног низа и имају луминозност испод 100,000 L☉, и постоји врло мало светлих супергиганта М класе. Звезде са најмањом лумунозношћу класификоване као црвени супергиганти су једне од најсветлијих АГГ звезда, превише проширене и нестабилне звезде са малом масом као што су променљиве звезде врсте РВ Бика. Већина АГГ звезда има луминозну класу гиганта или светлог гиганта, али само посебно нестабилне звезде могу добити класификацију супергиганта. Најблеђи црвени супергиганти имају апсолутну звездану величину од око -3.

### Променљивост
Док већина супергиганта као што су полурегуларни променљиви и неправилно променљиви показује неки степен фотометријске променљивости, неке врсте променљивости код супергиганта су добро дефинисани. Трака нестабилности пролази кроз регион супергиганта, и много жутих супергиганта су Класични Цефиди. Исти тај регион нестабилности проширује се и на још луминозније жуте супергиганте, врло ретка и краткортајна класа луминозних супергиганта.
Други типови променљивих звезда као што су променљиве звезде врсте РБ Бика и РВ Телескопа се често описују као супергиганти. РВ Тау звезде често имају спектрални тип са класом лиминозних супергиганта због мале површинске гравитације, и оне су међу најлуминознијим АГГ и пост-АГГ звездама, и имају масу сличну сунцу; исто тако, још ређе променљиве звезде врсте ПВ Тел су често класификоване као супергиганти, али имају мању луминозност од супергиганта. Могуће је да су они пост-АГГ објекти или "поново рођене" АГГ звезде.
Луминозне плаве променљиве звезде (ЛПП) су променљиве са неколико полирегуларним периодима и мање предвидљивим ерупцијама и џиновским експлизијама. Они су обично супергиганти или хипергиганти, екстремно луминозне, масивне, еволуиране звезде са проширеним спољашњим слојевима, али су толико препознатљиве и необичне да се често третирају као посебна категорија и нису третирани као супергиганти или немају супергигантски спектрални тип. Често име се спектрални тип даје као "ЛПП" зато што имају јединствене и високе спектралне карактеристике, са температурама које варирају од око 8,000 К у експлизијама до 20,000 К или више док су "мирне".

### Хемијско обиље
Обиље разних елемената на површини супергиганта је другачије од мање луминозних звезда. Супергиганти су еволуиране звезде и могу бити подвргуте конвекцији производа фузије до површине.
Хладни супергиганти показују појачан хелијум и азот на површини због конвекције производа фузије до површине током главног реда масивних звезда, до губитка спољних слојева звезде. Хелијум се фузијом водоника и азота формира у језгру и омотачу који се накупља у односу на угљеник и кисеоник током фузије ЦНО циклуса. У исто време, обиље угљеника и кисеоника се смањује. Црвени супергиганти се издвајају од луминозних али мање масивних АГГ звезда по необичним хемикалијама на површини.
Врелији супергиганти показују различите нивое количине азота. Ово може бити последица различитих нивоа мешања на главном низу услед ротације или зато што су неки плави супергиганти ново еволуирани из главног низа, док су други претходно пролази кроз црвену супергигантску фазу. Пост-црвени супергиганти имају углавном већи ниво азота у односу на угљеник због конвекције материјала обрађеног са ЦНО процесом на површини и потпуног губитка спољних слојева. Повећање хелијума на површини је такође веће код пост-црвених супергиганта, и представља више од трећине атмосфере.

## Еволуција
О тип главног низа звезда и најмасовније Б тип плаво-беле звезде постају супергиганти. Због њихових екстремних маса, имају краткотрајан живот, између 30 милиона година и неколико стотина хиљада година. Оне се обично посматрају у младим галактичким структурама као што су расејана звездана јата, руке спиралне галаксије и у неправилним галаксијама. Мање су присутне у избочинама спиралних галаксија и ретко се посматрају у елиптичким галаксијама или збијеним звезданим јатима, које се углавном састоје од старих звезда.
Супергиганти настају када звездама главног низа понестане водоника у језгрима, и у том тренутку крећу да се шире, као звезде ниже масе. Али насупрот звездама ниже масе оне почињу фузију хелијума у њиховим језгрима недуго након што истроше њихов водоник. То значи да не повећавају њихову светлост као што то раде звезде ниже масе, и напредују скоро хоризонтално на цшпрунг—Раселовом дијаграму и постају црвени гиганти. Такође насипрот звездама ниже масе, црвени супергиганти су довољно масивни да раде фузију елемената тежих од хелијума, тако да оне издувавају њихову атмосферу као планетарна маглина након периода сагоревања водоника и хелијума; уместо тога, оне настављају да сагоревају теже елементе у њиховим језгрима док се не уруше. Оне не могу да изгубе довољно масе да постану бели патуљци, већ обично након урушавања језгра и супернове постају неутронска звезда или црна рупа.
Звезде масовније од 40 M☉ не могу да постану црвени супергиганти. Зато што сагоре пребрзо и губе њихове спољашње слојеве пребрзо, могу да досегну стање плавог супергиганта, или можда жутог хипергиганта, пре него што опет постају врелије звезде. Најмасовније звезде, изнад 100 M☉, се скоро уопште не померају са њихове позиције као О тип звезда главног низа. Оне мешају водоник од површине до језгра, и настављају да раде фузију водоника док га скоро до краја не потроше, затим брзо еволуирају кроз серију стања сличних врућих и светлих звезда: супергиганти, ВНх, ВН и верпватно ВЦ или ВО типови звезда. Од њих се очекује да експлодирају као супернова, али није сигурно колико еволуирају пре него што се то деси. Постојање ових супергиганта који још увек сагоревају водоник у својим језгарима можда захтева мало сложенију дефиницију супергиганта: масивна звезда са повећаном величином и сјајем због накупљање производа фузије, али још увек са мало водоника.
Верује се да су прве звезде у универзуму биле доста сјајније и масовније него звезде у модерном универзуму. Постојање теоретизованих звезда популације 3 је потребно за посматрање других елемената осим водоника и хелијума у квазарима. Вероватно веће и светлије од било ког данас познатог супергиганта, њихова структура је била сасвим другачија са смањеном конвекцијом и мањим губитком масе. Њихови веома кратки животи су се вероватно завршили у насилним фотодисинтеграцијама или суперновом нестабилних парова.

## Потомци супернове
Верује се да су црвени супергиганти предци већине супернова типа 2, док су мање чешће супернове типа лб/ц производи топлијих Волф-Рајеових звезда које су потпуно изгубиле своје водоничне атмосфере. Супергигантима је скоро по дефиницији суђено да заврше свој живот насилно. Звезде довољно велике да започну фузију елемената тежих од хелијума немају другачији начин да изгубе довољно масе да избегну катасрофално урушавање језгра, мада се неке могу урушити, скоро без трага, у њихове централне црне рупе.Међутим показало се да су једноставни "лук" модели који приказују црвене супергиганте како се неизбежно развијају до гвозденог језгра и онда експлодирају превише симплистички. Потомак чудне тип 2 сипернове Супернова 1987А је био плави супергигант, мислећи да је прошао кроз црвену супергигантску фазу његовог живота, сада се зна да је то далеко од изузетне ситуације. Многа истраживања се сада фокусирају на то како плави супергиганти могу да експлодирају као супернова док црвени супергиганти могу да преживе и опет постану врелији супергиганти.

## Познати примери
Супергиганти су ретке и краткотрајне звезде, али због њихове виске луминозности многе се могу видети голим оком, укључујући неке од најсветлијих звезда на небу. Ригел, најсветлија звезда у сазвежђу Орион је типичан плаво-бели супергигант; Денеб је најсветлија звезда у сазвежђу Лабуд и бели је супергигант; Бетелгез, Антарес и УИ Скути су црвени супергиганти. Му Кефеи је једна од најцвенијих звезда које се могу видети голим оком и једна је од највећих у нашој галаксији.